# 長者原站
長者原站（日语：／ Chōjabaru eki */?）是位於福岡縣糟屋郡粕屋町長者原東，屬於九州旅客鐵道（JR九州）的篠栗線（福北豐線）和香椎線的鐵路車站。車站編號為JC04（篠栗線）和JD11（香椎線）。
此站的所屬線為篠栗線，另外加入香椎線，成為2線轉乘站。

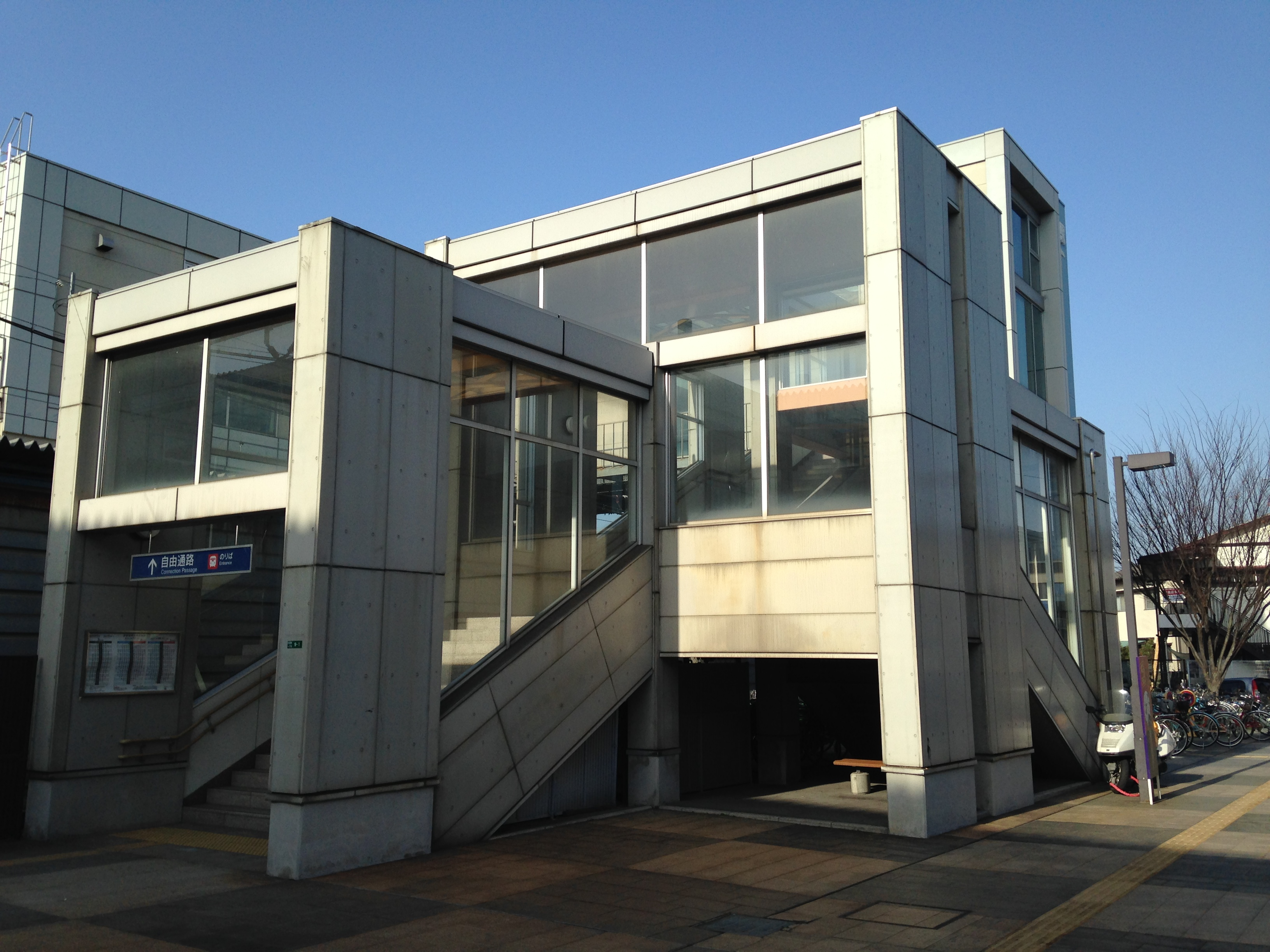
南口(2015年2月)

## 歷史

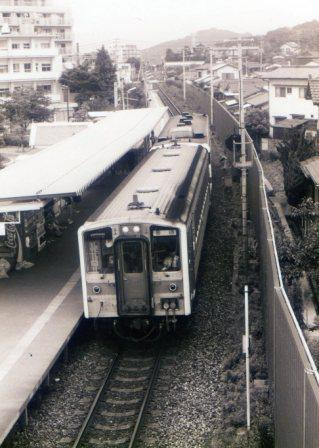
從香椎線月台觀看下面的篠栗線月台（1993年）

篠栗線的前身是九州鐵道，香椎線的前身是博多灣鐵道。兩線都是1904年（明治37年）前後建成。兩線當初建設路線的目的是運送煤炭至海港，但是不同公司的煤炭會運送至不同的海港，因此造成了此交匯點，並沒有在該處設站。當地一直希望在該交匯點建設轉乘站。在國鐵時代沒有實現這目標。在JR九州成立後的1988年（昭和63年）3月13日終於開設此站。此外，現時的長者原站已經是第三代，第一代為現時的伊賀站（在1904年1月1日啟用，1908年10月1日改名），第二代是在1935年2月5日於伊賀至酒殿之間設置的停留場（在1942年廢止）。
在車站啟用當初，各路線只有1面1線的月台構造。在2001年（平成13年）篠栗線（愛稱：福北豐線）電氣化工程開始時，為了可讓篠栗線進行列車交會，該站月台改為1面2線，同時建設了跨站式站房。

### 年表
- 1988年（昭和63年）3月13日：車站啟用[2]。
- 2001年（平成13年）10月6日：福北豐線電氣化，篠栗線變成1面2線月台，並開設跨站式站房[4]。
- 2009年（平成21年）3月1日 - 此站可以使用IC卡「SUGOCA」[5]。

### 未來構想
在2017年（平成29年）9月21日，粕屋町設立了協議會，計劃把福岡市地下鐵機場線福岡機場站延伸至此站，或從福岡機場站建設單軌鐵路延伸至此站。

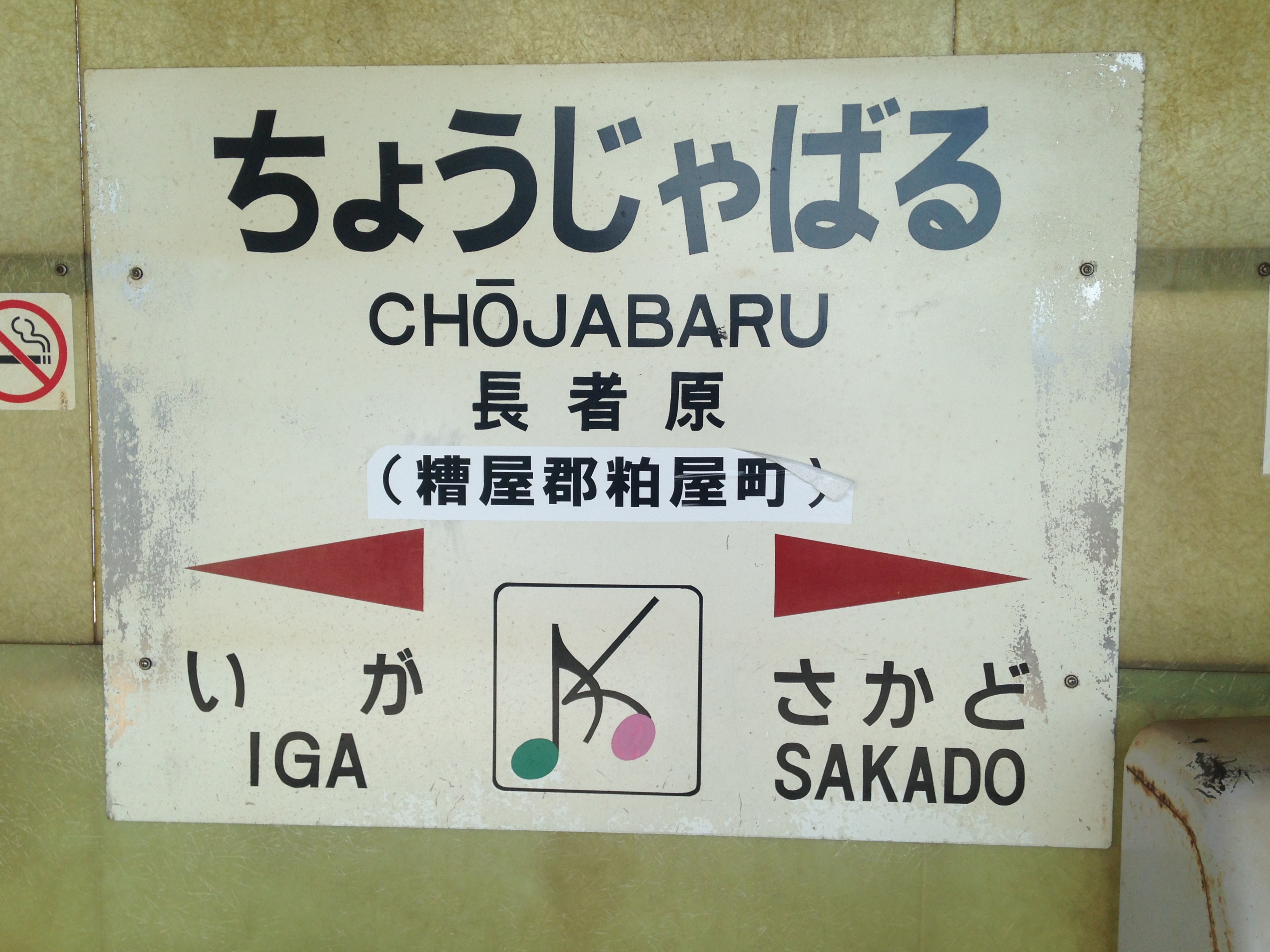
香椎線月台站名牌。站名牌中的圖案是音符，為粕屋町的特徵

## 車站構造

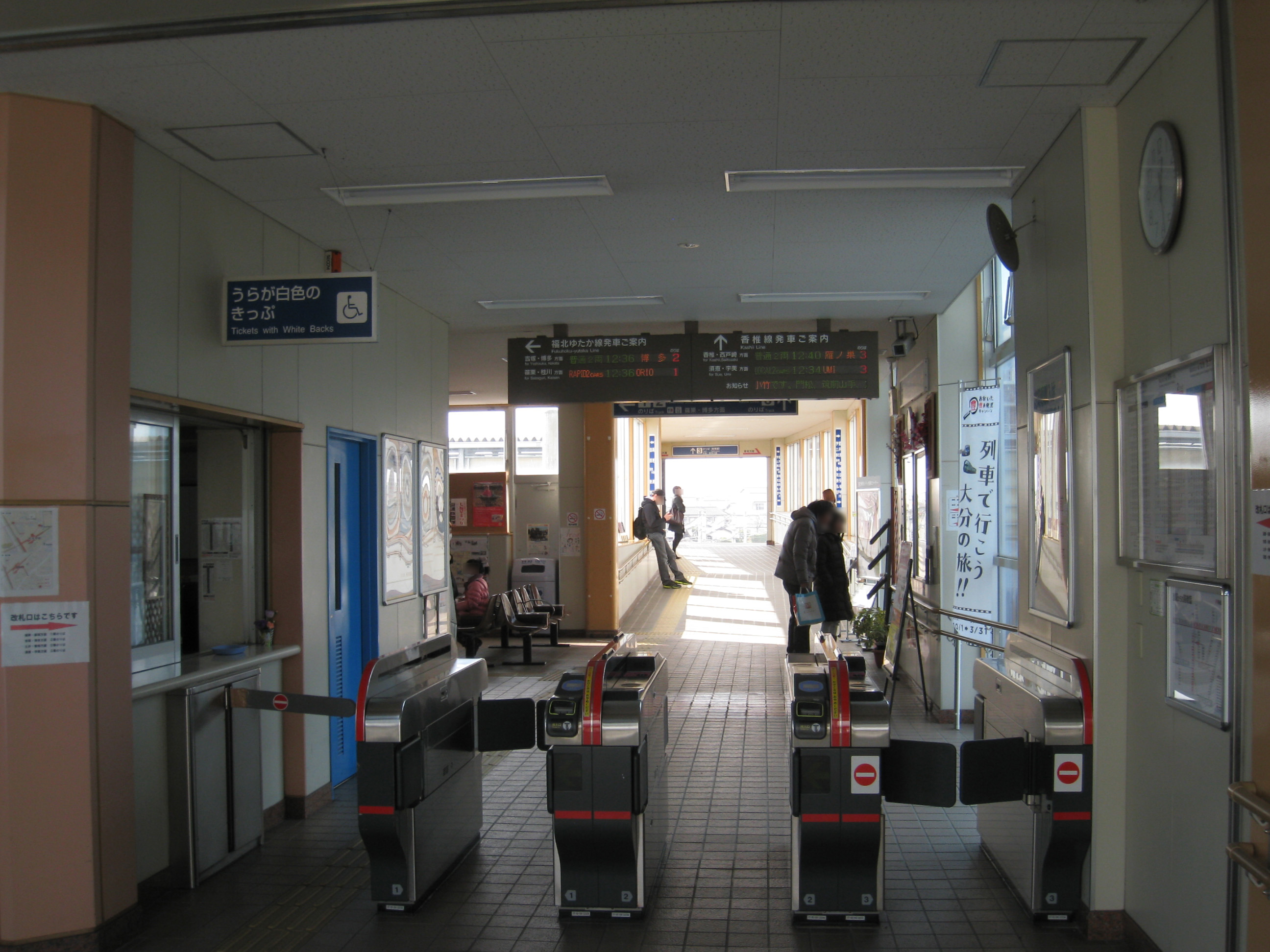
閘口

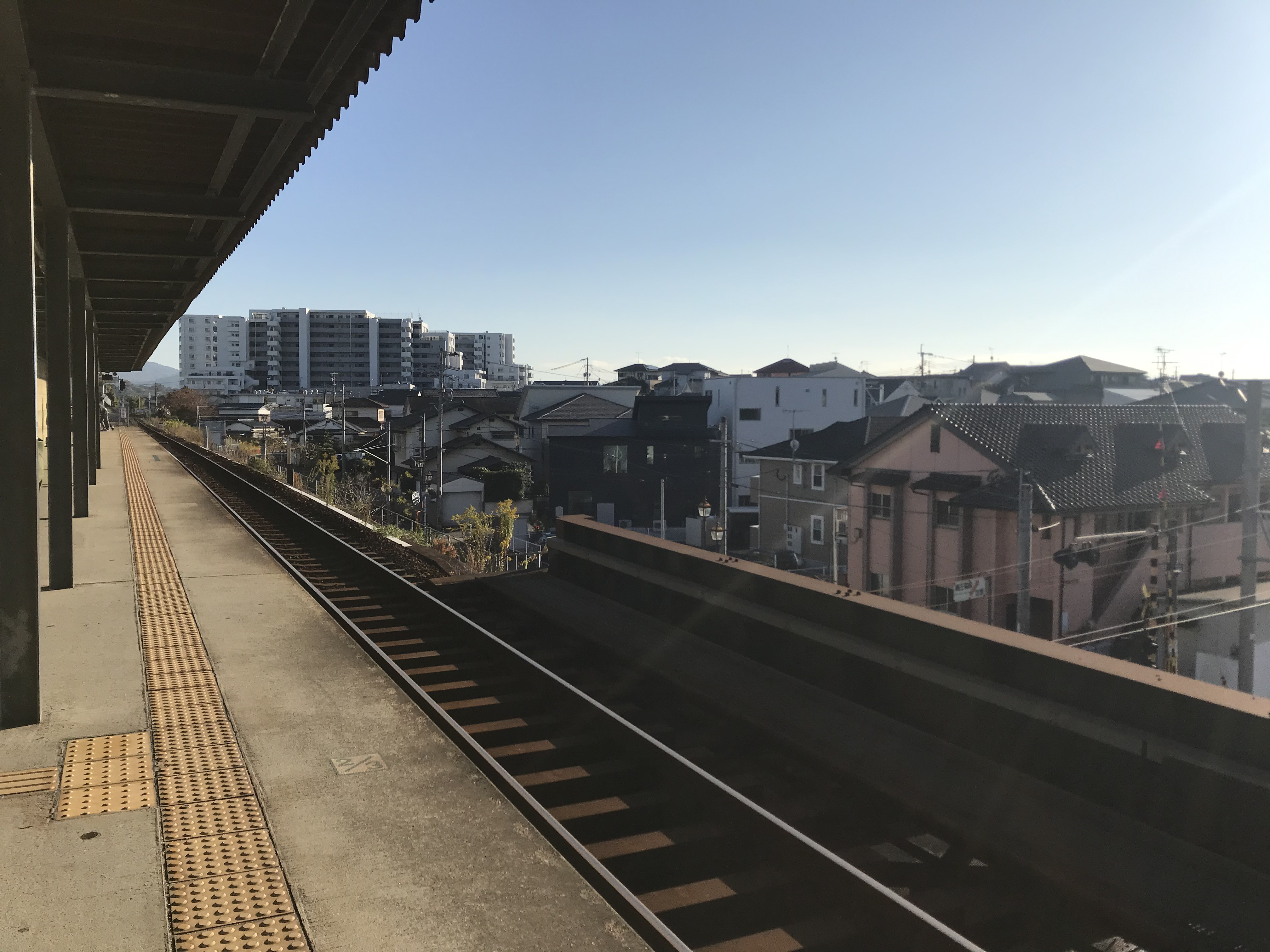
香椎線月台(2019年11月)

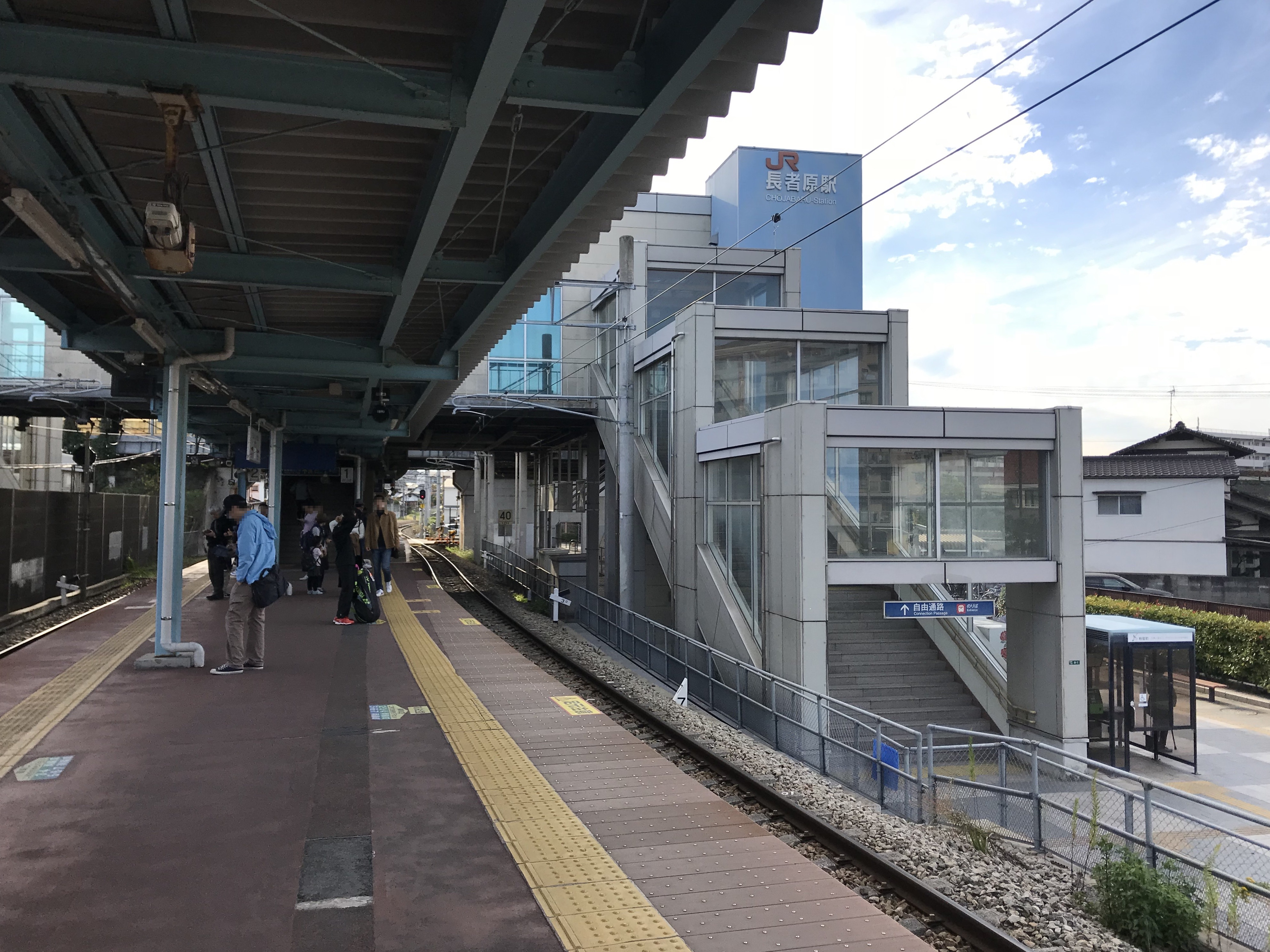
篠栗線月台(2018年11月)

在篠栗線（福北豐線）中，車站是一座位於西邊地面車站，設有1面2線的島式月台。在香椎線中，車站是一座高架車站，設有1面1線的單式月台。兩線是以直角相交。在篠栗線月台上設有跨站式站房。從前篠栗線月台只有1面1線，在2001年（平成13年）10月6日，福北豐線電氣化起加設列車交會設備。由於在狹窄的土地上加設交會設備，因此月台呈曲線，篠栗線月台雖然採用一線通過方式，但是在此站的速度制限為：2號月台60km/h，1號月台於博多一方40km/h，篠栗一方50km/h。
基本上，篠栗、直方方向列車使用1號月台，柚須、博多方向列車使用2號月台。但是在構造上，各月台可向各方向出發。通過列車會使用2號月台。在繁忙時間，會有許多乘客前往博多方向，使此站十分繁忙。
在車站啟用當初委托了九州交通企劃（現時：JR九州服務支援）負責車站業務，為業務委託車站で。車站內設有自動閘機和綠色窗口。另外，車站同設有停車停泊處與閘外行人通道。

### 月台
| 月台 | 路線     | 上下行 | 方向             |
| ---- | -------- | ------ | ---------------- |
| 1    | 福北豐線 | 上行   | 篠栗、直方方向   |
| 2    | 福北豐線 | 下行   | 吉塚、博多方向   |
| 3    | 香椎線   | 上行   | 香椎、西戶崎方向 |
| 3    | 香椎線   | 下行   | 須惠、宇美方向   |

## 使用狀況
在2019年（令和元年）度，1日平均乘車人次為4,069人。
| 年度   | 1日平均 上下車人次 | 1日平均 乘車人次 |
| ------ | ------------------ | ---------------- |
| 2006年 | 5,000              | -                |
| 2007年 | 5,500              | -                |
| 2008年 | 5,700              | -                |
| 2009年 | 5,900              | -                |
| 2010年 | 6,300              | -                |
| 2011年 | 6,600              | -                |
| 2012年 | 6,700              | -                |
| 2013年 | 6,900              | -                |
| 2014年 | 7,000              | -                |
| 2015年 | 7,200              | -                |
| 2016年 | 7,400              | 3,774            |
| 2017年 |                    | 3,891            |
| 2018年 |                    | 3,975            |
| 2019年 |                    | 4,069            |

## 車站周邊
- 粕屋町公所
- 駕與丁公園（日语：駕与丁公園）（駕與丁池）
- 福岡縣立福岡魁誠高等學校（日语：福岡県立福岡魁誠高等学校）
- 粕屋町立粕屋中央小學
- Sun Lake粕屋
- 福祉中心（粕屋町）
- 粕屋町綜合體育館（粕屋巨蛋）
- 粕屋町立綜合圖書館（粕屋Forum）
- 粕屋警署　粕屋派出所
- 長者原郵局（日语：長者原郵便局）

在車站300米處設有西鐵巴士與親睦巴士（粕屋町福祉巡回巴士）巴士站，站前沒有巴士站。

## 相鄰車站
九州旅客鐵道（JR九州）
 福北豐線（篠栗線）
■快速
篠栗（JC06）－長者原（JC04）－柚須（JC02）
■普通
門松（JC05）－長者原（JC04）－原町（JC03）
香椎線
伊賀（JD10）－長者原（JD11）－酒殿（JD12）

## 注腳
1. 1 2 3  . JR九州サービスサポート株式会社.   [2020-02-07]. （原始内容存档于2020-08-03）.
2. 1 2 3 4 5  . 交通新聞 (交通新聞社). 1993-01-21: 1.
3. ↑  『停車場変遷大事典 国鉄・JR編』JTB 1998年
4. 1 2 3  鶴通孝. . 鐵道雜誌 (鐵道雜誌社). 2007年10月, (492): 68 – 81 （日语）.
5. ↑  . 交通新聞 (交通新聞社). 2009-03-03: 1 （日语）.
6. ↑  長者原駅と接続目指す、福岡空港駅…促進協発足 （页面存档备份，存于）-讀賣新聞平成29年9月21日
7. ↑  福岡県粕屋町公式ウェブページ 町のあらまし・シンボルマーク （页面存档备份，存于）（日語）
8. 1 2   (PDF). 九州旅客鉄道.   [2020-09-24]. （原始内容 (PDF)存档于2020-08-24） （日语）.
9. ↑  粕屋町 町勢要覽 JR不同車站的使用狀況
10. ↑   (PDF). 九州旅客鉄道. 2017-07-31  [2017-08-07]. （原始内容 (PDF)存档于2017-08-01） （日语）.
11. ↑   (PDF). 九州旅客鉄道.   [2019-07-24]. （原始内容 (PDF)存档于2018-07-17） （日语）.
12. ↑   (PDF). 九州旅客鉄道.   [2019-07-24]. （原始内容 (PDF)存档于2019-12-06） （日语）.

## 外部連結
- 長者原（車站資訊） - 九州旅客鐵道（日語）